# Willie Desjardins
Willie Desjardins (* 11. Februar 1957 in Climax, Saskatchewan) ist ein ehemaliger kanadischer Eishockeyspieler und derzeitiger -trainer. In der National Hockey League war er bisher als Cheftrainer der Vancouver Canucks sowie der Los Angeles Kings tätig.

## Karriere

### Spielerkarriere
Desjardins begann seine Karriere in der Saison 1971/72 bei den Moose Jaw Canucks in der kanadischen Juniorenliga Saskatchewan Junior Hockey League, ehe er während der laufenden Saison 1974/75 innerhalb der Liga zu den Swift Current Broncos wechselte. Anschließend absolvierte der Kanadier zwei Spielzeiten für die Lethbridge Broncos in der Western Canada Hockey League. Zwischen 1978 und 1982 stand der Angreifer für das Universitätsteam der University of Saskatchewan in der CIS auf dem Eis. Zur Saison 1983/84 wechselte er nach Europa und spielte bei den Nijmegen Tigers in der niederländischen Eredivisie, wo ihm mit den Tigers auf Anhieb der Gewinn der Meisterschaft gelang.

### Tätigkeit als Trainer
Nach seiner aktiven Spielerkarriere wurde Desjardins als Trainer tätig und war ab der Saison 1985/86 als Assistenztrainer bei der Universitätsmannschaft der University of Calgary in der CIS aktiv, ehe er im Jahr 1989 zum Cheftrainer befördert wurde und auf dieser Position bis 1994 verblieb. Ab der Saison 1994/95 trainierte der Kanadier für zwei Spielzeiten die Seibu Bears Tokyo in der Japan Ice Hockey League und kehrte in der laufenden Saison 1997/98 nach Nordamerika zurück, wo er in der Western Hockey League die Saskatoon Blades für die restliche Spielzeit betreute.
In der folgenden Saison fungierte Desjardins als Co-Trainer der kanadischen Eishockeynationalmannschaft, bevor er ab 2002 erneut in der WHL aktiv wurde und dort den Cheftrainerposten bei den Medicine Hat Tigers übernahm. Ab der Saison 2005/06 wurde Desjardins darüber hinaus als General Manager des Vereins tätig und konnte in seiner Amtszeit zweimal die Meisterschaft gewinnen sowie die Teilnahme am Memorial Cup erreichen. Zusätzlich war er in den Spielzeiten 2008/09 und 2009/10 zunächst als Co- und später als Cheftrainer der kanadischen U20-Eishockeynationalmannschaft angestellt, mit der er bei der WM 2009 die U20-Juniorenweltmeisterschaft gewann.
Zwischen 2010 und 2012 bekleidete Desjardins den Posten als Assistenztrainer bei den Dallas Stars in der National Hockey League (NHL). Zur Saison 2012/13 übernahm er die Texas Stars, das Farmteam von Dallas in der American Hockey League (AHL), als Cheftrainer und führte die Mannschaft in der darauffolgenden Spielzeit zum ersten Gewinn des Calder Cup. Im Sommer 2014 wurde der Kanadier vom NHL-Klub Vancouver Canucks verpflichtet und trat dort zur Spielzeit 2014/15 die Nachfolge des zuvor entlassenen John Tortorella an.
Nach drei Jahren in Vancouver, in denen er nur in der ersten Saison die Playoffs erreichte, wurde Desjardins im April 2017 samt seinen Assistenten Doug Lidster und Perry Pearn entlassen. Ende Dezember 2017 führte er die kanadische Auswahl als Cheftrainer zum Gewinn des Spengler Cups. Wenig später fungierte er auch als Cheftrainer bei den Olympischen Winterspielen 2018 und gewann dort mit dem Team die Bronzemedaille.
Im November 2018 kehrte Desjardins als Cheftrainer in die NHL zurück, als er die Nachfolge von John Stevens bei den Los Angeles Kings antrat. Dort erhielt Desjardins vorerst einen Vertrag bis zum Saisonende, der in der Folge nicht verlängert wurde.

## Erfolge und Auszeichnungen
- 1984 Niederländische Meisterschaft mit den Nijmegen Tigers
- 2004 Ed-Chynoweth-Cup-Gewinn mit den Medicine Hat Tigers
- 2007 Ed-Chynoweth-Cup-Gewinn mit den Medicine Hat Tigers
- 2009 Goldmedaille bei der U20-Weltmeisterschaft
- 2013 Louis A. R. Pieri Memorial Award
- 2014 Calder-Cup-Gewinn mit den Texas Stars
- 2017 Spengler-Cup-Gewinn mit dem Team Canada
- 2018 Bronzemedaille bei den Olympischen Winterspielen